# 香港城市大學學生會
香港城市大學學生會（英語：City University of Hong Kong Students' Union，簡稱CityUSU）為香港城市大學的其中一個學生組織，並為獨立註冊社團，成立於1985年。
學生會辦公室設在深水埗。

## 學生會架構
學生會由五大中央組織及其轄下組織組成，架構上為五權分立，由幹事會、評議會及仲裁委員會分別擔任行政、立法、司法的角色，而編輯委員會及城市廣播則分別以刊物及廣播，擔任雙重監察的角色。
| 年度（屆數） | 幹事會會長（內閣）                   | 編輯委員會總編輯（內閣） | 城市廣播會長（內閣）   |
| ------------ | ------------------------------------ | ------------------------ | ---------------------- |
| 2014年（29） | 梁竣堯（臨時行政委員會，評議會主席） | （臨時編輯委員會）       | —                      |
| 2015年（30） | 朱國智（蔚城）                       | 黃偉安（倒顛）           | —                      |
| 2016年（31） | 李澤軒（臨時行政委員會，評議會主席） | 陳祉蒑（烽凌）           | —                      |
| 2017年（32） | 陳岳霖（破曉）                       | 區綽彥（默工）           | 曾頌然（綾覺）         |
| 2018年（33） | 劉鵠賢（新霽）                       | 陳璟隆（文萃）           | 陳泳羽（鳴鏡）         |
| 2019年（34） | 黃希朗（臨時行政委員會）             | 何浚羲（凝燚）           | 王樂行（虹霓）         |
| 2020年（35） | 黃盛恒（臨時行政委員會）             | 李佳霖（臨時編輯委員會） | 葉嘉渝（臨時城市廣播） |
| 2021年（36） | 謝民熹（臨時行政委員會）             | 空缺                     | 蔡俊希（臨時城市廣播） |
| 2022年（37） | 劉浚傑（聚流）                       | 陳家俊（曉鳴）           | 梁曉維（御風）         |

### 學院及學部聯會
學院及學部聯會以及學科聯會是學生會轄下組織。目前學生會轄下有三個學院及學部聯會，分別是商學院及學部聯會、人文社會科學院及學部聯會，以及科學及工程學院及學部聯會。另外，學生會轄下有二十一個學科聯會：
- 商學院：會計學學科聯會、經濟及金融學學科聯會、資訊系統學科聯會、管理學學科聯會、管理科學學科聯會、市場營銷學學科聯會[3]
- 人文社會科學院：應用社會科學學科聯會、中文、翻譯及語言學學科聯會、英文學科聯會、媒體及傳播學科聯會、公共行政學科聯會[4]
- 科學院及工程學院：生物及化學學科聯會、建築學學科聯會、電腦科學學科聯會、電子工程學科聯會、生物醫學工程學及機械工程學及系統工程及工程管理學學科聯會、數學學科聯會、物理及材料科學學科聯會[5]
- 能源及環境學科聯會[6]
- 創意媒體學科聯會[7]
- 法律學科聯會[8]
- 數據科學學科聯會

### 屬會
目前學生會有超過三十個屬會，包括體育，水上運動，音樂，戲劇，電影，漫畫和動畫，象棋與橋樑，辯論，投資以及宗教團體。
較知名的學會包括天文學會、投資及財務學會、旅學會、舞蹈學會、戲劇社、動漫畫同人誌、電影學會、健體學會等，上述屬會每年均於「木人巷」招收會員。另外，動漫畫同人誌幹事會亦每年舉辦香港城市大學秋祭。
除了興趣組織以外，學生會轄下還有宿生會，服務居住大學宿舍的學生會會員。

## 服務
學生會在校內楊建文學術樓四樓經營名為「城市系列」（Cut Price）的福利店，售賣基本零食、飲品和文具，並在同一層開設影印中心，提供自助影印、釘裝和本地傳真服務。
此外，學生會管理的學生會活動中心開放予學生會會員作休憩用途。

## 近年事件

### 民主女神像被毀壞及被要求遷走
城大學生會的民主女神像一直擺放於香港城市大學楊建文學術樓圖書館外。2019年7月23日，一名任職金融顧問，於深圳居住的城大畢業生撕毀海報及推倒民主女神像。警員接報到場調查並以涉嫌「刑事毀壞」拘捕該畢業生。同年9月獲判罪成，須罰款2000元。
2021年12月24日，學生會接到校方通知，要求搬走民主女神像。學生會表示，將應要求撤走該民主女神像。

### 學生會被命令遷出會址
2022年1月，城大向學生會發信，要求學生會在14天內繳交16個財政年度的審計報告，否則不排除會收回會址。當時學生會發出「緊急會務公告」，指學生會財務記錄非常清晰，並於早年已委任獨立會計師進行審計，惟審計工作仍在進行中，要求在14天內（尤其是當中包含新年假期）繳交16年的審計報告屬強人所難。然而，在2022年2月7日，城大再向學生會發信，指學生會由於未能在14天內繳交所需的審計報告，要求學生會在7天內遷出會址。